# CONCACAF Champions' Cup 1976
La CONCACAF Champions' Cup 1976 è stata la 12ª edizione della massima competizione calcistica per club centronordamericana, la CONCACAF Champions' Cup.

## Nord America

### Primo turno
| Squadra 1      | Totale | Squadra 2           | Andata | Ritorno |
| -------------- | ------ | ------------------- | ------ | ------- |
| Toronto Italia | 5-3    | N.Y. Inter-Giuliana | 3-2    | 2-1     |

### Secondo turno
| Squadra 1 | Totale | Squadra 2            | Andata | Ritorno |
| --------- | ------ | -------------------- | ------ | ------- |
| León      | w.o    | Serbian White Eagles | w.o    |         |
| Toluca    | w.o    | Toronto Italia       | w.o    |         |

### Terzo turno
| Squadra 1 | Totale | Squadra 2      | Andata | Ritorno |
| --------- | ------ | -------------- | ------ | ------- |
| León      | w.o    | Toronto Italia | w.o    |         |

## Centro America

### Primo turno

#### Triangolare 1
| Squadra        | Pti | G | V | N | P | GF | GS | DR |
| -------------- | --- | - | - | - | - | -- | -- | -- |
| 1. C.D. Águila | 4   | 2 | 2 | 0 | 0 | 3  | 1  | +2 |
| 2. Aurora FC   | 1   | 2 | 0 | 1 | 1 | 2  | 3  | -1 |
| 3. Alianza FC  | 1   | 2 | 0 | 1 | 1 | 1  | 2  | -1 |

| C.D. Águila | 2-1 | Aurora FC  |
| Alianza FC  | 1-1 | Aurora FC  |
| C.D. Águila | 1-0 | Alianza FC |

#### Serie 2
| Squadra 1  | Totale | Squadra 2      | Andata | Ritorno |
| ---------- | ------ | -------------- | ------ | ------- |
| CD Olimpia | 0-1    | Real CD España | 0-0    | 0-1     |

### Secondo turno
| Squadra 1    | Totale | Squadra 2  | Andata | Ritorno |
| ------------ | ------ | ---------- | ------ | ------- |
| Diriangén FC | w.o    | CD Olimpia | w.o    |         |

### Terzo turno
| Squadra 1    | Totale | Squadra 2   | Andata | Ritorno |
| ------------ | ------ | ----------- | ------ | ------- |
| Diriangén FC | 2-11   | C.D. Águila | 1-6    | 1-5     |

## Caraibi

### Primo turno
| Squadra 1     | Totale | Squadra 2        | Andata | Ritorno |
| ------------- | ------ | ---------------- | ------ | ------- |
| SV Robinhood  | 4-2    | Jong Colombia    | 3-1    | 1-1     |
| Christianburg | 1-20   | Voorwaarts       | 1-8    | 0-12    |
| Thomas United | 1-6    | Tesoro Palo Seco | 0-2    | 1-4     |

### Secondo turno
| Squadra 1        | Totale | Squadra 2  | Andata | Ritorno |
| ---------------- | ------ | ---------- | ------ | ------- |
| SV Robinhood     | 2-0    | Malvern FC | 0-0    | 2-0     |
| Tesoro Palo Seco | 1-6    | Voorwaarts | 0-4    | 1-2     |

### Terzo turno
| Squadra 1 | Totale | Squadra 2  | Andata | Ritorno |
| --------- | ------ | ---------- | ------ | ------- |
| Robinhood | 3-0    | Voorwaarts | 3-0    | 0-0     |

## CONCACAF

### Semifinale
| Squadra 1   | Totale | Squadra 2 | Andata | Ritorno |
| ----------- | ------ | --------- | ------ | ------- |
| C.D. Águila | 3-1    | Club León | 1-1    | 2-0     |

### Finale
| Squadra 1   | Risultato | Squadra 2    |
| ----------- | --------- | ------------ |
| C.D. Águila | 5-1       | SV Robinhood |

## Campione
| CONCACAF Champions' Cup 1976 C.D. Águila Primo titolo |